# Санта-Марта-ду-Бору
Санта-Марта-ду-Бору (порт. Santa Marta do Bouro)  —  район (фрегезия) в Португалии,  входит в округ Брага. Является составной частью муниципалитета  Амареш. Находится в составе крупной городской агломерации Большое Минью. По старому административному делению входил в провинцию Минью. Входит в экономико-статистический  субрегион Каваду, который входит в Северный регион. Население составляет 565 человек на 2001 год. Занимает площадь 9,61 км².
Покровителем района считается Святая Марта (порт. Santa Marta). 